# Tereza Mrdeža
Tereza Mrdeža (Pola, 14 novembre 1990) è una tennista croata.

## Biografia
Tereza Mrdeža ha iniziato a giocare a tennis all'età di 7 anni, spinta dal padre Davor, suo coach da sempre nonché titolare di un'attività commerciale specializzata nella vendita di articoli sportivi; ha un fratello, che lavora nel negozio di famiglia. Considera la sua superficie preferita la terra rossa.
Nella sua carriera da junior ha vinto 67 partite in singolare e ne ha perse 39, mentre in doppio ha conquistato 30 vittorie e 33 sconfitte. Il 25 settembre 2006, ha raggiunto in singolare la posizione numero 28.
Passata al professionismo, ha vinto 8 titoli in singolare e 4 in doppio nel circuito ITF. Il 12 ottobre 2015 ha raggiunto il best ranking al numero 150 del ranking WTA. In doppio, ha toccato la posizione 163 il 23 aprile 2018.
È stata convocata in Fed Cup in nove occasioni, in singolare ha conquistato un successo a fronte di tre sconfitte mentre nel doppio vanta un 4-1 avendo fatto coppia con Ani Mijacika all'esordio e successivamente con Darija Jurak.
Ha fatto il suo debutto nel circuito WTA nel 2013 al Copa Colsanitas, dove partendo dalle qualificazioni si è spinta fino al secondo turno. Nello stesso anno, sempre partendo dalle qualificazioni, ha raggiunto ancora il secondo turno anche al Brasil Tennis Cup e al Whirlpool Monterrey Open. Al Gastein Ladies ha invece perso al primo turno contro la tennista di casa Patricia Mayr-Achleitner.

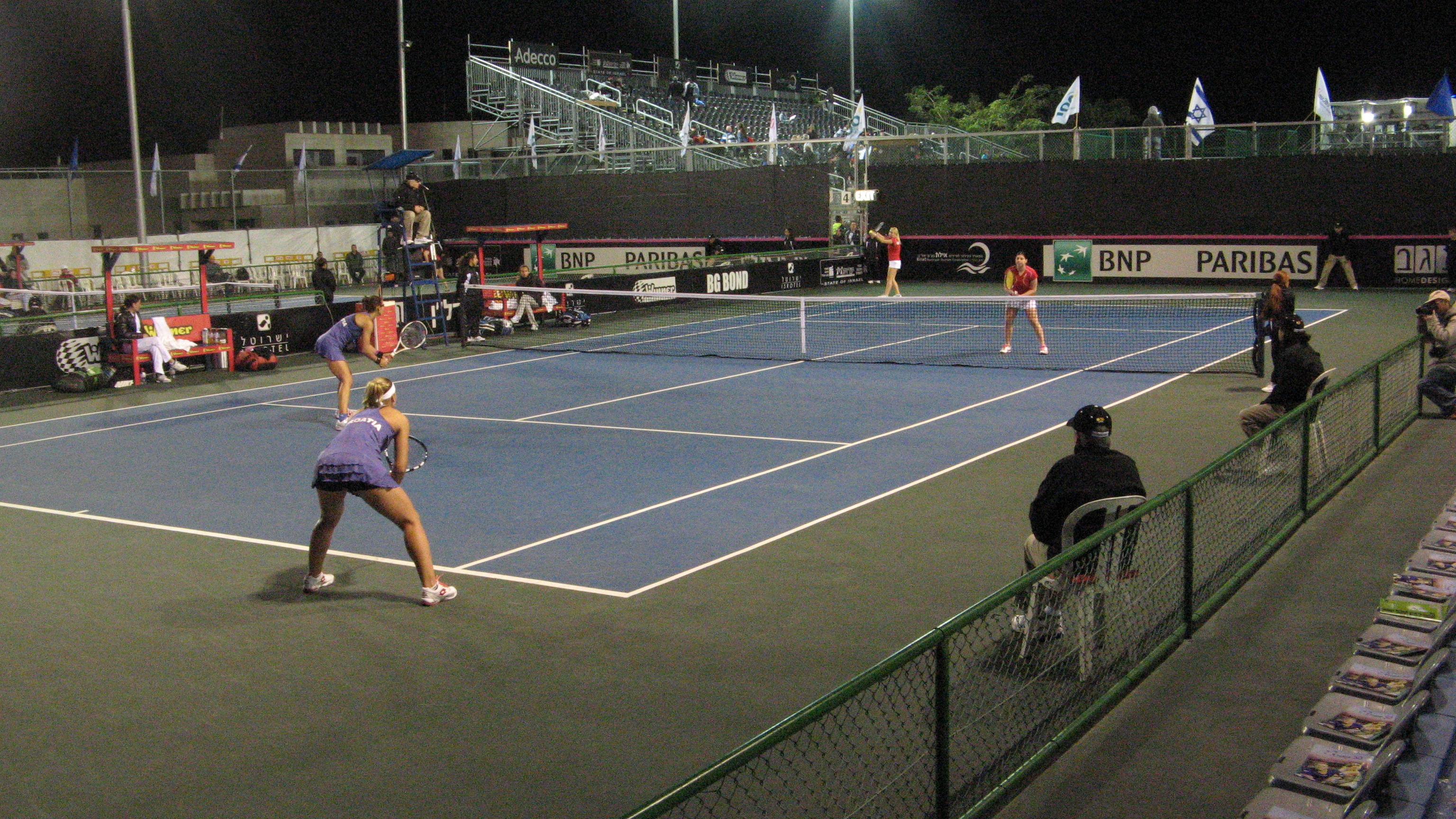
Tereza Mrdeža e Darija Jurak contro Ekaterina Gorgodze e Sofia Šapatava in Fed Cup 2013

## Statistiche ITF

### Singolare

#### Vittorie (8)
| Torneo $100.000 (0) |
| Torneo $80.000 (0)  |
| Torneo $75.000 (0)  |
| Torneo $60.000 (1)  |
| Torneo $50.000 (0)  |
| Torneo $25.000 (4)  |
| Torneo $15.000 (0)  |
| Torneo $10.000 (3)  |

| N. | Data              | Torneo                                              | Superficie  | Avversaria in finale | Punteggio        |
| 1. | 29 giugno 2008    | Sarajevo Ladies Open, Sarajevo                      | Terra rossa | Jasmina Kajtazovič   | 6-3, 6-0         |
| 2. | 2 ottobre 2011    | Melia Hotels Internationals, Umago                  | Terra rossa | Zuzana Zlochová      | 7-6(2), 4-6, 6-2 |
| 3. | 1º novembre 2014  | Margaret River Tennis International, Margaret River | Cemento     | Rebecca Peterson     | 6-3, 6-3         |
| 4. | 20 settembre 2015 | Abierto Open, Monterrey                             | Cemento     | Alexa Guarachi       | 6-0, 6(2)-7, 6-3 |
| 5. | 22 maggio 2016    | Bluesun Bol Ladies Open, Bol                        | Terra rossa | Tena Lukas           | 6-4, 0-6, 6-1    |
| 6. | 16 ottobre 2016   | Forte Village International Tournament, Pula        | Terra rossa | Cindy Burger         | 6-3, 6-4         |
| 7. | 9 settembre 2018  | Zagreb Ladies Open, Zagabria                        | Terra rossa | Paula Ormaechea      | 2-6, 6-4, 7-5    |
| 8. | 16 settembre 2018 | Forte Village International Tournament, Pula        | Terra rossa | Anastasia Zarycká    | 2-6, 7-5, 6-4    |

#### Sconfitte (18)
| Torneo $100.000 (0) |
| Torneo $80.000 (0)  |
| Torneo $75.000 (0)  |
| Torneo $60.000 (0)  |
| Torneo $50.000 (1)  |
| Torneo $25.000 (12) |
| Torneo $15.000 (0)  |
| Torneo $10.000 (5)  |

| N.  | Data              | Torneo                                                         | Superficie  | Avversaria in finale    | Punteggio     |
| 1.  | 23 aprile 2007    | Bluesun Bol Ladies Open, Bol                                   | Terra rossa | Johanna Larsson         | 1–6, 3–6      |
| 2.  | 26 maggio 2008    | ITF Women's Circuit Budva, Budua                               | Terra rossa | Pálma Király            | 5–7, 1–6      |
| 3.  | 19 aprile 2009    | Gariful Hvar Open, Lesina                                      | Terra rossa | Karolina Kosińska       | 4–6, 3–6      |
| 4.  | 26 aprile 2009    | Bluesun Bol Ladies Open, Bol                                   | Terra rossa | Valentina Sulpizio      | 6–3, 3–6, 4–6 |
| 5.  | 25 luglio 2009    | Sapronov-tennis Kharkiv Ladies Cup, Charkiv                    | Terra rossa | Monique Adamczak        | 7–5, 1–6, 4–6 |
| 6.  | 11 marzo 2012     | TDC'S Women's Challenger, Fort Walton Beach                    | Cemento     | Madison Brengle         | 4–6, 6–3, 3–6 |
| 7.  | 6 maggio 2012     | ITF Women's Circuit Chiasso, Chiasso                           | Terra rossa | Amra Sadiković          | 3–6, 3–6      |
| 8.  | 30 giugno 2012    | SMA Cup Sant'Elia, Roma                                        | Terra rossa | María Teresa Torró Flor | 3–6, 0–6      |
| 9.  | 29 luglio 2012    | Open GDF SUEZ des Contamines-Montjoie, Les Contamines-Montjoie | Cemento     | Séverine Beltrame       | 2–6, 2–6      |
| 10. | 27 aprile 2014    | ITF Women's Circuit Chiasso, Chiasso                           | Terra rossa | Lucie Hradecká          | 3–6, 6(4)–7   |
| 11. | 2 giugno 2014     | ITF Women's La Marsa, La Marsa                                 | Terra rossa | Andrea Gámiz            | 6–3, 0–6, 4–6 |
| 12. | 15 febbraio 2015  | Launceston Tennis International, Launceston                    | Cemento     | Dar'ja Gavrilova        | 1–6, 2–6      |
| 13. | 1º maggio 2016    | Bluesun Tucepi Open, Tučepi                                    | Terra rossa | Ani Mijačika            | 3–6, 6–1, 3–6 |
| 14. | 13 maggio 2017    | Forte Village International Tournament, Pula                   | Terra rossa | Julia Grabher           | 5–7, 0–6      |
| 15. | 24 settembre 2017 | Forte Village International Tournament, Pula                   | Terra rossa | Andrea Gámiz            | 7–5, 5–7, 2–6 |
| 16. | 2 ottobre 2017    | Forte Village International Tournament, Pula                   | Terra rossa | Tamara Zidanšek         | 6(4)–7, 5–7   |
| 17. | 26 gennaio 2020   | Vero Beach International Tennis Open, Vero Beach               | Terra verde | Daniela Seguel          | 5–7, 4-6      |
| 18. | 20 settembre 2020 | Zagreb Ladies Open, Zagabria                                   | Terra rossa | Ana Konjuh              | 4-6, 2-6      |

### Doppio

#### Vittorie (4)
| Torneo $100.000 (0) |
| Torneo $80.000 (0)  |
| Torneo $75.000 (0)  |
| Torneo $60.000 (0)  |
| Torneo $50.000 (0)  |
| Torneo $25.000 (4)  |
| Torneo $15.000 (0)  |
| Torneo $10.000 (0)  |

| N. | Data              | Torneo                                                           | Superficie  | Compagna         | Avversarie in finale            | Punteggio        |
| 1. | 20 novembre 2011  | Copa Itaú, Asunción                                              | Terra rossa | Julia Cohen      | Mailen Auroux María Irigoyen    | 6-3, 2-6, [10-5] |
| 2. | 8 aprile 2012     | St. Dominic USTA Pro Circuit $25,000 Women's Challenger, Jackson | Terra verde | Elena Bovina     | Mailen Auroux María Irigoyen    | 6-3, 6-3         |
| 3. | 30 aprile 2017    | Forte Village International Tournament, Pula                     | Terra rossa | Irina Maria Bara | Sara Cakarevic Nicoleta Dascălu | 6-4, 6-2         |
| 4. | 30 settembre 2017 | Forte Village International Tournament, Pula                     | Terra rossa | Claudia Giovine  | Gabriela Cé Catalina Pella      | 6-3, 6-1         |

#### Sconfitte (11)
| Torneo $100.000 (0) |
| Torneo $80.000 (0)  |
| Torneo $75.000 (0)  |
| Torneo $60.000 (2)  |
| Torneo $50.000 (1)  |
| Torneo $25.000 (8)  |
| Torneo $15.000 (0)  |
| Torneo $10.000 (0)  |

| N.  | Data              | Torneo                                                 | Superficie  | Compagna           | Avversarie in finale                  | Punteggio           |
| 1.  | 21 maggio 2011    | Kültürpark Cup, Smirne                                 | Cemento     | Mihaela Buzărnescu | Naomi Broady Lisa Whybourn            | 6–3, 6(4)–7, [7–10] |
| 2.  | 26 maggio 2012    | Internazionali Femminili di Tennis di Brescia, Brescia | Terra rossa | Maša Zec Peškirič  | Corinna Dentoni Diāna Marcinkēviča    | 2–6, 1–6            |
| 3.  | 17 luglio 2012    | Open 88 Contrexéville, Contrexéville                   | Terra rossa | Silvia Njirić      | Julija Bejhel'zymer Renata Voráčová   | 1–6, 1–6            |
| 4.  | 6 maggio 2017     | ITF Women's La Marsa, La Marsa                         | Terra rossa | Dea Herdželaš      | Katarzyna Kawa Jasmina Tinjić         | 5–7, 4–6            |
| 5.  | 3 giugno 2017     | Torneo Internazionale Femminile Città di Grado, Grado  | Terra rossa | Conny Perrin       | Julia Glushko Priscilla Hon           | 5–7, 2–6            |
| 6.  | 16 giugno 2017    | Hódmezővásárhely Ladies Open, Hódmezővásárhely         | Terra rossa | Ulrikke Eikeri     | Kotomi Takahata Prarthana Thombare    | 0–1, rit.           |
| 7.  | 19 agosto 2017    | Leipzig Open, Lipsia                                   | Terra rossa | Ankita Raina       | Valentina Ivachnenko Lidzija Marozava | 2–6, 1–6            |
| 8.  | 14 ottobre 2017   | Forte Village International Tournament, Pula           | Terra rossa | Akiko Ōmae         | Elena Bogdan Valerija Solov'ëva       | 6(7)–7, 7–5, [9–11] |
| 9.  | 17 giugno 2018    | Padova Challenge Open, Padova                          | Terra rossa | Dea Herdželaš      | İpek Soylu Anastasia Zarycká          | 4–6, 1–6            |
| 10. | 26 ottobre 2018   | Republican Girls, Istanbul                             | Cemento (i) | Nina Stojanović    | Ekaterina Kazionova Polina Monova     | 3–6, 7–6(5), [6–10] |
| 11. | 22 settembre 2019 | Open GDF SUEZ de Bretagne, Saint-Malo                  | Terra rossa | Aliona Bolsova     | Ekaterine Gorgodze Maryna Zanevs'ka   | 7-6(8), 5-7, [8-10] |